# 小厚纹蟹
小厚纹蟹（学名：Pachygrapsus minutus）为方蟹科厚纹蟹属的动物。分布于日本、夏威夷、斐济群岛、萨摩亚、新喀里多尼亚、丹老群岛、马达加斯加、非洲东岸、台湾岛以及中国大陆的西沙群岛、海南岛等地，生活环境为海水，多栖息于潮间带的岩石逢或珊瑚礁缝隙中。
其种加词“minutus”意为“微小的”。